# Prima Categoria 1965-1966
Il campionato di calcio di Prima Categoria 1965-1966 è stato il V livello del campionato italiano. A carattere regionale, fu il settimo campionato dilettantistico con questo nome dopo la riforma voluta da Zauli del 1958.

## Campionati
- Prima Categoria Abruzzo 1965-1966
- Prima Categoria Basilicata 1965-1966
- Prima Categoria Calabria 1965-1966
- Prima Categoria Campania 1965-1966 con Molise
- Prima Categoria Emilia-Romagna 1965-1966
- Prima Categoria Friuli-Venezia Giulia 1965-1966
- Prima Categoria Lazio 1965-1966
- Prima Categoria Liguria 1965-1966
- Prima Categoria Lombardia 1965-1966
- Prima Categoria Marche 1965-1966
- Prima Categoria Piemonte-Valle d'Aosta 1965-1966
- Prima Categoria Puglia 1965-1966
- Prima Categoria Sardegna 1965-1966
- Prima Categoria Sicilia 1965-1966
- Prima Categoria Toscana 1965-1966
- Prima Categoria Tridentina 1965-1966
- Prima Categoria Umbria 1965-1966
- Prima Categoria Veneto 1965-1966

## Fonti e bibliografia
Libri:
- Annuario F.I.G.C. 1965-66, Roma (1966) conservato presso:
  - tutti i Comitati Regionali F.I.G.C.-L.N.D.;
  - la Lega Nazionale Professionisti;
  - la Biblioteca Nazionale Centrale di Firenze;
  - la Biblioteca Nazionale Centrale di Roma;
- L' Unione che forza! 90 anni con l'U.S. Lavagnese di Gianluigi Raffo e Carlo Fontanelli - GEO Edizioni;
- Storia del Vado F.B.C. 1913 di Nanni De Marco - Marco Sabatelli Ed.;
- Il Gruppo Sportivo Castiglionese dalle origini ad oggi;
- La storia del Nettuno Calcio di Silvano Casaldi - Cicconi Editore;
- Libero di Signa - 90 anni fra Arno e Bisenzio di Carlo Fontanelli, Libero Sarchielli - GEO Edizioni;
- Una storia blu-amaranto 1908-2008 - 100 anni di calcio a Massa Marittima di Sandra Poli, Carlo Fontanelli, Iano caporali - GEO Edizioni;
- Storia del calcio vastese di B. Fiore, N. Del Prete - Editrice Il Nuovo.
- Almanacco biancorosso - Il calcio a San Gavino Monreale 1931-2008 di Corrado Delunas - Geo Edizioni.
- Pietro Serina, Bergamo in campo - 1905-1994 il nostro calcio, i suoi numeri, L'Impronta Edizioni, Bergamo, 1994.
- Antenisco Gianotti, Sergio Braghini, Almanacco del calcio regionale Trentino Alto Adige - dal 1948 al 1993, Tipografia Presel, Bolzano, 1993. che contiene i risultati e tutte le classifiche ufficiali dei campionati trentino-altoatesini dal 1948 al 1993 (esclusa la Terza Categoria).

Giornali:
- Archivio della Gazzetta dello Sport, stagione 1965-66, consultabile presso le Biblioteche:
  - Biblioteca Nazionale Braidense di Milano;
  - Biblioteca Nazionale Centrale di Firenze;
  - Biblioteca Nazionale Centrale di Roma;
  - Biblioteca Civica Berio di Genova;
  - e presso Emeroteca del C.O.N.I. di Roma (non è online ma è da consultare in sede).

Siti online:
- Classifica Pergolettese 1965-66., su uspergocrema.it.
- Storia della Pro Sesto., su acprosesto.it. URL consultato il 3 maggio 2009 (archiviato dall'url originale il 13 maggio 2019).